# Momordica friesiorum
Momordica friesiorum är en gurkväxtart som först beskrevs av Hermann August Theodor Harms, och fick sitt nu gällande namn av Charles Jeffrey. Momordica friesiorum ingår i släktet Momordica och familjen gurkväxter. Inga underarter finns listade i Catalogue of Life.